# Арьев, Юрий Алексеевич
Юрий Алексеевич Арьев (1918, Петроград — 26 октября 1996, Санкт-Петербург) — советский инженер-мостостроитель, управляющий мостостроительного треста «Мостострой № 6» (1963—1990). Заслуженный строитель РСФСР.

## Биография
Родился в 1918 году в Петрограде, в семье врача-кардиолога профессора Алексея Яковлевича Арьева.
В 1940 году окончил Ленинградский институт инженеров железнодорожного транспорта.
С 1940 по 1951 год — инженер на Кировской железной дороге.
В годы Великой Отечественной войны на Карельском фронте строил переправы, временные и постоянные мосты — заместитель начальника службы пути по восстановительным работам Кировской железной дороги. Награждён медалью «За боевые заслуги» (1942) — весной 1942 года в условиях ледохода проявив смелый риск руководил возведением временного деревянного железнодорожного моста через р. Онега, что обеспечило непрерывное снабжение фронта. За успешную организацию перевозок грузов в период войны в числе железнодорожников фронта награждён медалью «За трудовую доблесть» (1945).
С 1952 по 1990 год — в тресте «Мостострой № 6», пройдя путь от инженера до управляющего трестом, которым руководил с 1963 по 1990 год.
Под его руководством и при его непосредственном участии были построены и капитально отремонтированы сотни мостов на Северо-Западе России, в том числе в Ленинграде мост Александра Невского и Канонерский тоннель под Невой.
Особое внимание уделял строительству в конце 1970-х разводного Ладожского моста через Неву, как раз на месте, где в 1943 году была уникальная дерево-ледовая переправа для танков Т-34, отдавая тем самым дань памяти своим коллегам-мостостроителям с тогда соседнего фронта:

Арьев и сам всю войну строил переправы, временные и постоянные мосты. Только не здесь, а на Карельском фронте. Работал под бомбежками и обстрелами, принимал ледяные ванны, вязнул в болотах. Он-то может оценить героический труд своих товарищей в сорок третьем возле деревни Марьино. …. Юрий Алексеевич занимается им больше, чем любым другим. Трест одновременно строит полтораста мостов. На каждой площадке — уйма проблем. Решать их из кабинета на набережной Фонтанки не всегда возможно. Приходится много ездить. И всё-таки особенно чаще Юрий Алексеевич наведывается на строительство невского моста. Не потому, что он ближе других. Просто мост этот — необычный. Памятник героям обороны и прорыва. Полигон для испытания технических и технологических новинок. Объект ударного труда. Дело чести.— журнал «Нева», 1981 год
Оперативно действовал при разрушении в 1986 году и последующей реконструкции Володарского моста:

Штаб, которым руководил управляющий трестом Ю. А. Арьев, сумел оперативно наладить дело. Смекалка мостовиков, помноженная на их самоотверженность (работать приходилось буквально в подвешенном состоянии, в полутора десятках метров над Невой), позволили в считанные часы устранить серьёзную неисправность.— В. И. Надеждин — Мостострой держит экзамен // Ленинградская панорама, № 1, 1987
В последние годы жизни преподавал на кафедре Петербургского государственного университета путей сообщения; издал 
За заслуги в работе награждён орденами Ленина, Трудового Красного Знамени, Октябрьской Революции, Дружбы народов (1988), орденом «Знак Почёта»; удостоен премии Совета Министров СССР.
Умер 26 октября 1996 года.
Его сын — Андрей Юрьевич Арьев (род. 1940) — филолог, литературовед, редактор журнала «Звезда», друг и издатель творчества Сергея Довлатова.

## Труды и публикации
- Арьев Ю. А. — Нормы и правила строительства мостов требуют пересмотра // Транспортное строительство, 1990.